# Nicole C. Karafyllis
Nicole Christine Karafyllis (* 22. April 1970 in Lüdinghausen) ist eine deutsche Philosophin, Biologin und Professorin für Philosophie an der Technischen Universität Braunschweig.

## Leben und Werk
Nicole C. Karafyllis wurde am 22. April 1970 in Lüdinghausen (Nordrhein-Westfalen) als Kind eines griechischen Vaters und einer deutschen Mutter geboren.

### Studienzeit und Promotion
Karafyllis begann ihren akademischen Lebensweg 1989 mit einem Studium der Biologie, ab 1991 studierte sie Philosophie im Doppelstudium in Erlangen.
Karafyllis wechselte 1995 nach Tübingen und promovierte am Internationalen Zentrum für Ethik in den Wissenschaften (IZEW) der Universität Tübingen im Fach Biologie. Der Titel ihrer Dissertation lautet Nachwachsende Rohstoffe. Technikbewertung zwischen den Leitbildern Wachstum und Nachhaltigkeit.

### Assistenzzeit
Von 1998 bis 2008 lehrte Karafyllis an der Johann-Wolfgang-Goethe-Universität Frankfurt am Main und kam dort in Kontakt mit der Philosophie der Frankfurter Schule und Günter Ropohl, dessen Assistentin sie von 1998 bis zu seiner Emeritierung im Jahr 2004 war. In dieser Zeit arbeitete Karafyllis am Konzept des Biofakt, welches vor allem in der Philosophie, der Soziologie, in der Technikgeschichte und in der Kunstgeschichte rezipiert worden ist.
Im Jahr 2006 habilitierte sie sich im Fach Philosophie an der Universität Stuttgart. Thema ihrer Habilitationsschrift war Die Phänomenologie des Wachstums. Zur Philosophie und Wissenschaftsgeschichte des produktiven Lebens zwischen den Konzepten von Natur und Technik.
Von 2004 bis 2008 vertrat sie kommissarisch den vormaligen Lehrstuhl von Günter Ropohl für Allgemeine Technologie in Frankfurt am Main. Im Wintersemester 2007 lehrte sie als Gastprofessorin für Cultural Philosophy of Science an der Universität Wien. In dieser Zeit arbeitete sie zum Thema der wissenschaftlichen Konzipierung des Autismus.

### Philosophieprofessorin
Von 2008 bis 2010 war Karafyllis als Full Professor of Philosophy an der United Arab Emirates University in den Vereinigten Arabischen Emiraten in Abu Dhabi beschäftigt.
Seit August 2010 ist sie Professorin für Philosophie mit dem Schwerpunkt Wissenschafts- und Technikphilosophie an der TU Braunschweig. In dieser Zeit veröffentlichte sie 2013 ihr satirisches Werk Putzen als Passion, in dem sie unter anderem die These vertritt „Die meisten Ehen scheitern im Badezimmer, nicht im Schlafzimmer“.
Ihre jüngeren Arbeiten beschäftigen sich mit der Biographieforschung für die Lebens- und Technikphilosophie, der Theorie der Biobanken und Sammlungsforschung und umfassen die federführende Mitherausgabe des Lehrbuchs Naturphilosophie bei UTB (2. erw. Aufl. 2020).

## Auszeichnungen
- Franzke-Preis für Technik und Verantwortung der TU Berlin 2001 für die Dissertationsschrift.[11]
- Abt Jerusalem-Preis 2009, gestiftet von der Evangelisch-lutherischen Landeskirche in Braunschweig, der TU Braunschweig, der Stiftung Braunschweigischer Kulturbesitz und der Braunschweigischen Wissenschaftlichen Gesellschaft.

## Bücher
- Nachwachsende Rohstoffe. Technikbewertung zwischen den Leitbildern Wachstum und Nachhaltigkeit. Leske und Budrich, Opladen 2000, ISBN 3-8100-2844-4.
- Biologisch, natürlich, nachhaltig. Philosophische Aspekte des Naturzugangs im 21. Jahrhundert. Francke, Tübingen/Basel 2001, ISBN 3-7720-2624-9.
- mit Jan C. Schmidt (Hrsg.): Zugänge zur Rationalität der Zukunft. Metzler, Stuttgart/Weimar 2002, ISBN 3-476-45307-3.
- (Hrsg.): Biofakte. Versuch über den Menschen zwischen Artefakt und Lebewesen. Mentis, Paderborn 2003, ISBN 3-89785-384-1.
- mit Gisela Engel (Hrsg.): Technik in der Frühen Neuzeit – Schrittmacher der europäischen Moderne. Klostermann, Frankfurt 2004, ISBN 3-465-03341-8.
- mit Tobias Krohmer, Albert Schirrmeister, Änne Söll & Astrid Wilkens (Hrsg.): De-Marginalisierungen. Geschenkschrift für Gisela Engel zum 60. Geburtstag. Trafo, Berlin 2004, ISBN 3-89626-488-5.
- mit Tilmann Haar (Hrsg.): Technikphilosophie im Aufbruch: Festschrift für Günter Ropohl. Edition Sigma 2004, ISBN 3-89404-516-7.
- mit Gisela Engel (Hrsg.): Re-Produktionen. Trafo, Berlin 2005, ISBN 3-89626-348-X.
- mit Gotlind Ulshöfer (Hrsg.): Sexualized Brains. Scientific Modeling of Emotional Intelligence from a Cultural Perspective. MIT Press, Cambridge (Mass.) 2008, ISBN 978-0-262-11317-5.
- mit Claus Zittel, Gisela Engel & Romano Nanni (Hrsg.):  Philosophies of Technology: Francis Bacon and his Contemporaries. Brill, Boston/Leiden 2008, ISBN 978-90-04-17050-6.
- Gast-Hg. des Themenheftes Technik der Zeitschrift für Kulturphilosophie, Heft 2/2013 (Hamburg: Meiner)
- Putzen als Passion. Ein philosophischer Universalreiniger für klare Verhältnisse. Berlin: Kadmos 2013, 2. Aufl. 2015
- (Hrsg.) Das Leben führen? Lebensführung zwischen Technikphilosophie und Lebensphilosophie. Berlin: edition sigma, Juni 2014
- Willy Moog (1888–1935): Ein Philosophenleben. Freiburg: Alber 2015 (2. Aufl. 2016), 720 Seiten, ISBN 978-3-495-48697-9.
- mit Ortwin Renn, Alexander Hohlt und Dorothea Taube (Hrsg.): International Science and Technology Education: Exploring Culture, Economy and Social Perceptions, Routledge 2015
- mit Thomas Kirchhoff u. a. (Hrsg.): Naturphilosophie. Ein Lehr- und Studienbuch, Tübingen: Mohr-Siebeck (UTB) 2017
- Die Philosophen Herman Schmalenbach und Willy Moog und ihr Wirken an den Technischen Hochschulen in Hannover und Braunschweig. Mit einem Seitenblick auf Schmalenbachs Leibniz, Hannover: Wehrhahn 2016 (Hefte der Leibniz-Stiftungsprofessur Bd. 29), ISBN 978-3-86525-553-2
- (Hrsg.): Theorien der Lebendsammlung. Pflanzen, Mikroben und Tiere als Biofakte in Genbanken, Freiburg: Alber 2018 (Lebenswissenschaften im Dialog Bd. 25), ISBN 978-3-495-48975-8
- José Gaos: Filosofía de la Técnica. Ed. María Antonia Gonzalez Valerio y Nicole C. Karafyllis. Mexiko-Stadt: Herder México 2022.
- Claus-Artur Scheier: Die Metaphysik und der Motor. Ausgewählte Aufsätze 1988–2018. Hg. von Nicole C. Karafyllis. Baden-Baden: Alber (Nomos) 2022.